# Sankt Stefan (Hofkirchen)

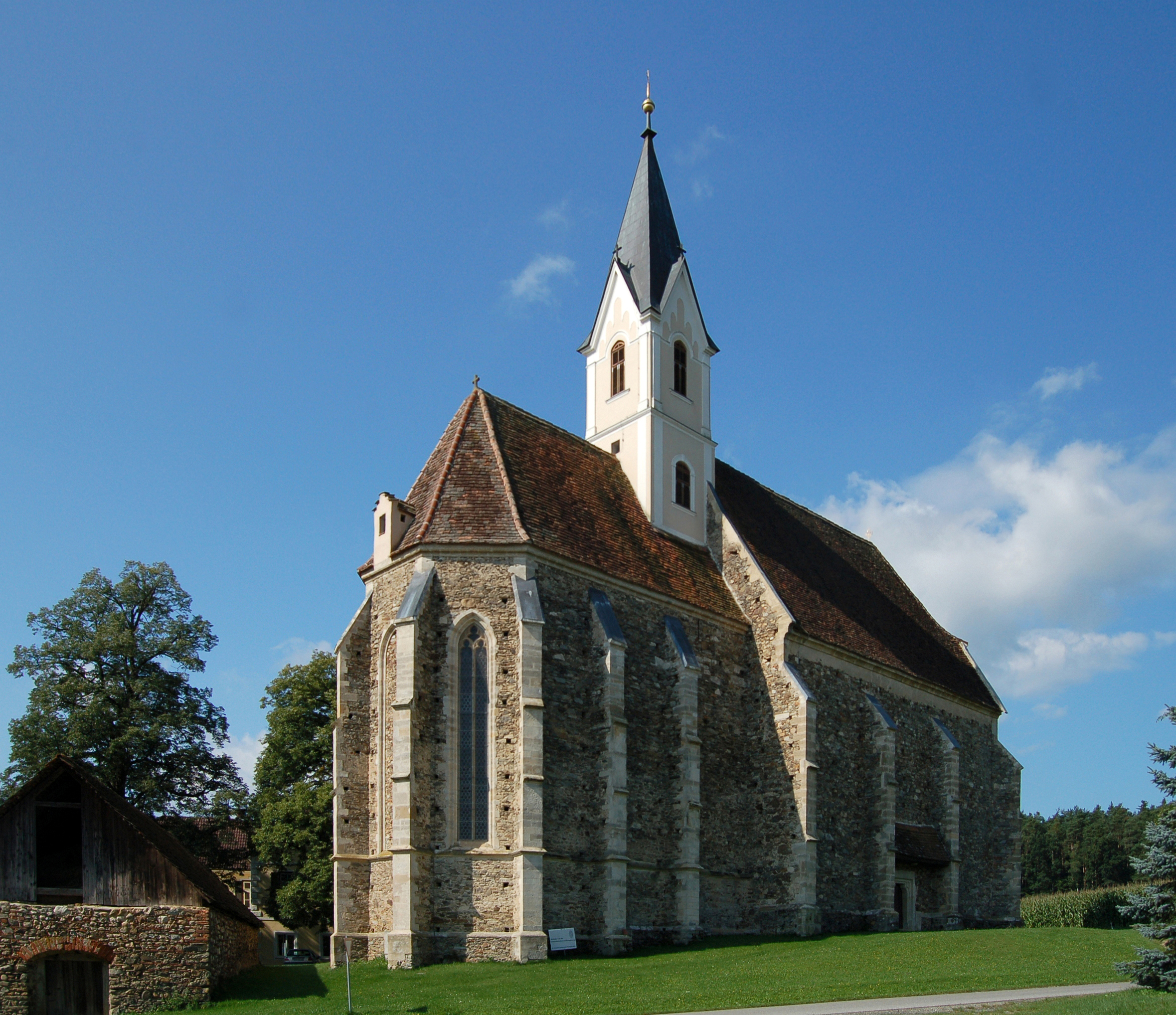
Gotische Kirche St. Stefan in Hofkirchen

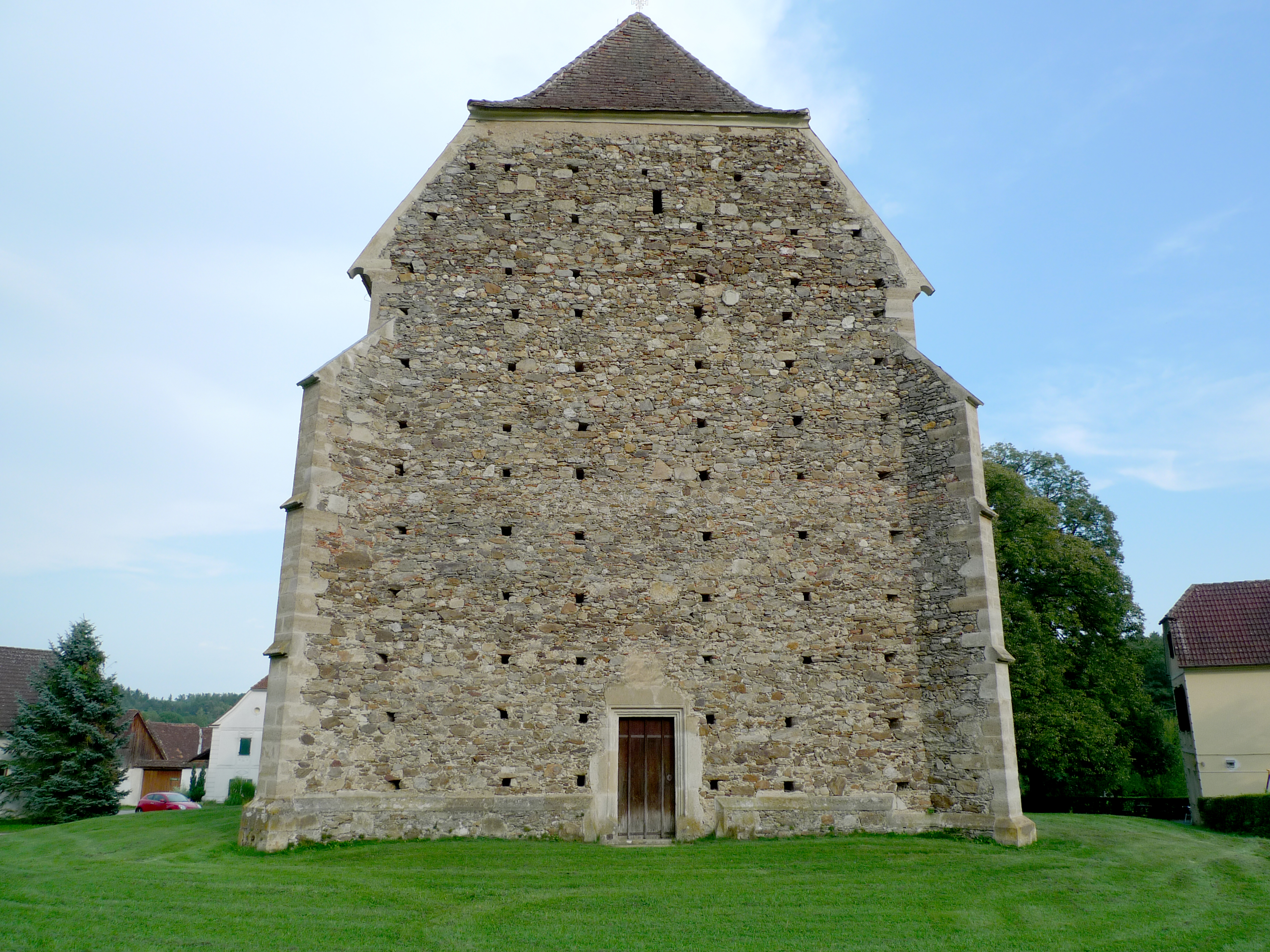
Die Hauptfassade mit den Gerüstlöchern

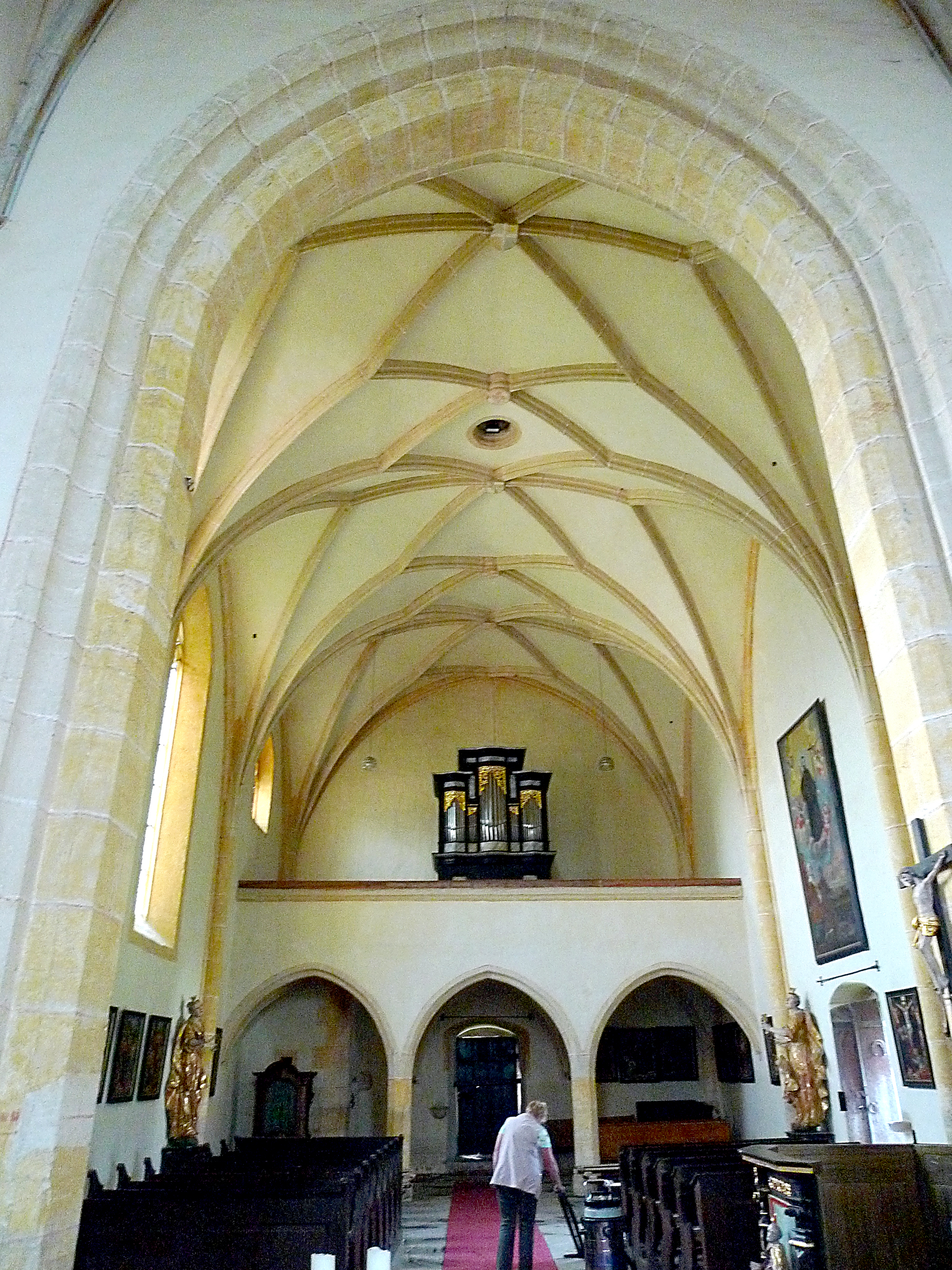
Innenraum in Richtung Westempore

St. Stefan ist eine gotische Filialkirche der Pfarre Kaindorf in der Gemeinde Kaindorf in der Oststeiermark.

## Geschichte
Die Kirche wurde 1384 in Bruchsteinmauerwerk errichtet und ist unverputzt geblieben. Daher sind die Gerüstlöcher sichtbar. Sie ist eine der wenigen Kirchen in der Steiermark, deren gotischer Originalzustand weitgehend erhalten ist. Bei Renovierungsarbeiten 1958 sind Fresken, die um 1530 entstanden sind, freigelegt geworden. Die Fresken im Chor stellen das Weltgericht dar. Der Boden aus großen Steinplatten wurde 1722 verlegt. Die Sakristei wurde 1771 an die Kirche angebaut. Der Hochaltar wurde vom Hartberger Bildhauer Johann Feiner und dem Tischler Georg Maurer 1647 gestaltet.

## Gründungslegende
Eine Legende erzählt, wie es zum Bau der Kirche kam:

„Ein Ritter von Vockenberg, welcher nur eine Tochter hatte, lebte mit seinen Nachbarn in beständiger Fehde. In einer stürmischen Nacht zog er einstens wieder aus, um einen seiner Gegner zu überfallen, verschloß jedoch, bevor er das Schloß verließ, das Kind sorgsam in seiner Kemenate, auf daß niemand demselben etwas zuleide tue. Nun hatte aber eben derselbe Gegner, dem der Überfall galt, die gleiche Absicht; er schlich sich auf einem Umwege zur Burg des Vockenbergers und steckte diese in Brand. Als nun die Flammen schon beim Fenster der Kemenate hereinleuchteten, erwachte das eingeschlafene Rittersfräulein und suchte sich einen Ausweg. Aber nirgends schien ihm Rettung möglich. Es rüttelte an der mächtigen Tür, doch vergebens. Da sah die Arme plötzlich ein starkes Hufeisen; sie erfaßte es mit neuem Lebensmute, sprengte damit die Tür und flüchtete sich aus dem Bereiche der Flammen. Als der Ritter später heimkehrte und ihm die Tochter ihre Rettung erzählte, gelobte er den Bau einer Kirche, führte denselben auch aus und hängte dann das Hufeisen am Altare auf, von wo es später an das Seitenportal kam.“